# فرودگاه دولپا
فرودگاه دولپا (به انگلیسی: Dolpa Airport) یک فرودگاه همگانی با کد یاتا DOP است که یک باند فرود خاک دارد و طول باند آن ۶۶۳ متر است. این فرودگاه در کشور نپال قرار دارد و در ارتفاع ۲۴۹۹ متری از سطح دریا واقع شده‌است.

## شرکت‌های هواپیمایی و مقصدهای پروازی
| شرکت‌های هواپیمایی | مقصدهای پروازی  |
| ----------------- | --------------- |
| نپال ایرلاینز     | نپالگونج        |
| Tara Air          | نپالگونج، سورخت |